# Jorge Walter Coto Molina
Jorge Walter Coto Molina es un político costarricense, ha sido diputado de la Asamblea Legislativa, presidente de la misma y candidato presidencial por la coalición de izquierdas Cambio 2000 en las elecciones generales de Costa Rica de 2002.

## Carrera política
Fue militante de Partido Liberación Nacional, del cual fue secretario general en dos periodos (1988 y 1996), precandidato presidencial en 1997, pero no obtuvo la nominación. Diputado en el período 1994-1998.

## Coalición Cambio 2000
Al fallar su nominación por segunda vez funda el Partido Socialista Costarricense. Este se coaligó con Pueblo Unido y con el pequeño partido local Acción Democrática Alajuelense siendo candidato presidencial de la Coalición Cambio 2000 en el 2002 sin éxito electoral, no obteniendo cargos de elección popular y sólo 0.2% del voto presidencial.

## Regreso al PLN
En el 2009 le dio la adhesión al precandidato liberacionista, Johnny Araya Monge, alcalde de San José aspirante a ser candidato presidencial del Partido Liberación Nacional en la convención de ese año, pero Araya es derrotado por Laura Chinchilla. Araya logra la nominación de cara a las elecciones de 2014. Coto es nombrado parte del comando de campaña de Johnny Araya y ayuda a formular el programa de gobierno. Al avanzar las elecciones presidenciales, Coto Molina critica el accionar político de la campaña y es separado después de que la agrupación queda en segunda posición en la primera ronda electoral.